# Fuikdag
Fuikdag is een feestdag op het water gehouden op de eerste zondag van het jaar aan de Fuikbaai te Curaçao. Dit feest is het grootste drijvende outdoorevenement in Curaçao en een van de grootste in het Caribisch gebied.

## Situering
Fuikbaai is gelegen aan de zuidoost zijde van Curaçao nabij Tafelberg. Deze baai is op Fuikdag slechts per boot toegankelijk en komen feestgangers per eigen boot, huurboot of een georganiseerde boottour aan. Tijdens het muziekfestival dobberen zij op opblaasbare luchtbedden, rubberboten en zwembanden in het water. Vanaf een eigen boot verzorgen bekende DJs voor live-optredens. In het verleden hebben hier onder meer Chuckie, Afrojack, Dimitri Vegas & Like Mike, The Partysquad en Martin Garrix gedraaid.

## Oorsprong en evenement
Het evenement is natuurlijk ontstaan. Beginjaren zestig van de twintigste eeuw werd op de Curaçao Jacht Club, een privéclub van eigenaren van jachten en grote zeilboten, jaarlijks op 1 januari om 06.00 uur ‘s morgens een uitgebreid ontbijt geserveerd. Dit ontbijt werd elk jaar door een vaste vriendenkring bezocht. Nadat de jachtclub ophield met de organisatie hiervan besloot de vriendengroep onder leiding van Eduardo (Baba) Badaracco de traditionele samenkomst voort te zetten door met zijn allen in hun boten naar Fuikbaai te varen om daar een speciale dag van te maken. Later werd 1 januari gewijzigd voor de eerste zondag van het jaar. Door de jaren heen groeide de samenkomst aan populariteit en werd deze gaandeweg een evenement voor het grote publiek. Tijdens het evenement wordt aandacht geschonken aan de ecologische impact door bewustwordingscampagnes om bezoekers aan te moedigen verantwoordelijk om te gaan met afval en het behoud van de natuurlijke schoonheid van de omgeving. In 2021 en 2022 vond het evenement geen doorgang vanwege de maatregelen als gevolg van de coronacrisis in Curaçao. Op 9 januari 2022 trokken alsnog feestgangers massaal naar Fuikbaai, waarop de politie tevergeefs pogingen deed tot het beëindigen van het feest. Aan booteigenaren worden boetes opgelegd wegens overtreding van het samenscholingsverbod op zee.